# Syrtodes obumbrata
Syrtodes obumbrata là một loài bướm đêm trong họ Geometridae.